# Räuberrad

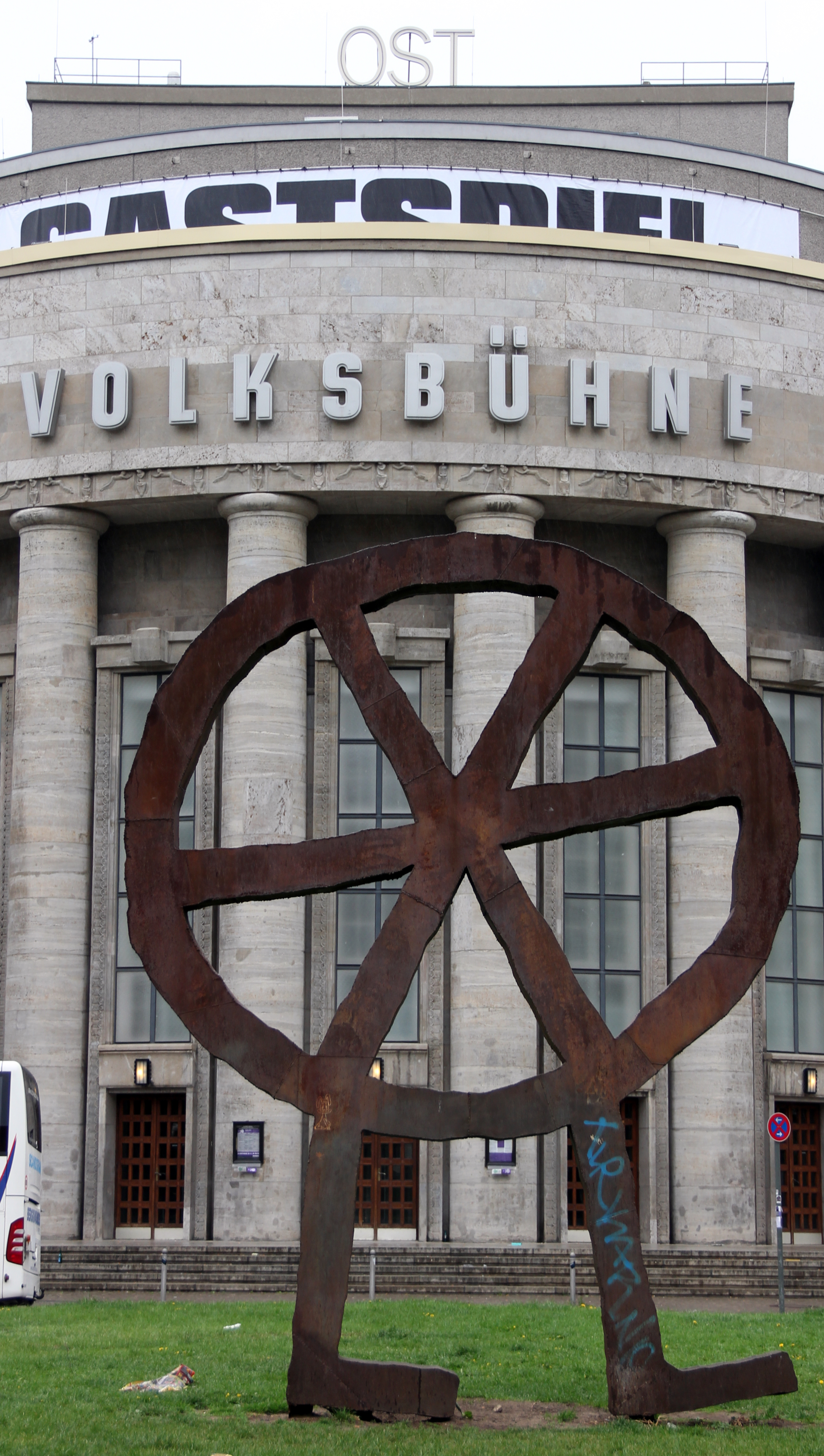
Die Skulptur 2013 vor der Volksbühne auf dem Rosa-Luxemburg-Platz

Das Räuberrad ist eine Metallskulptur und das Logo der Volksbühne Berlin, die 1990 vom Bühnenbildner Bert Neumann entworfen und 1994 vom Schweizer Bildhauer Rainer Haußmann angefertigt worden ist. Das Metallrad mit einer Höhe von rund vier Metern soll Bezüge zu einem Gaunerzinken herstellen und wurde anlässlich einer Inszenierung von Friedrich Schillers Die Räuber in Verantwortung des Volksbühnen-Intendanten Frank Castorf auf einer Grünfläche vor dem Theater aufgestellt. Das Land Berlin kaufte die Skulptur Mitte der 1990er Jahre für rund 11.000 Euro und beließ sie dauerhaft auf der öffentlichen Fläche. Eine stilisierte Abbildung des Räuberrads wurde bis 2017 als zentrales Designelement in den Veröffentlichungen der Volksbühne verwendet.
Aufmerksamkeit erfuhr das Räuberrad im Rahmen einer Kontroverse um die Nachfolge von Frank Castorf, der 2017 durch Chris Dercon abgelöst wurde. Chefdramaturg Carl Hegemann kündigte im März 2017 an, der Bildhauer werde die Skulptur mit dem Ausscheiden Castorfs abbauen lassen. Der Abbau sei nicht nur der Wunsch von Haußmann, sondern auch der von Castorf und „von vielen Mitarbeitern“ der Volksbühne. Das Rad wurde in drei Teile zerlegt und auf einem Tieflader nach Avignon transportiert, wo Castorf im Sommer 2017 inszenierte. Die eigentumsrechtliche und urheberrechtliche Zulässigkeit eines Abbaus durch Castorf war umstritten, ein denkmalrechtlicher Schutz bestand nicht. Seit Herbst 2017 wurde das zerlegte und von Rost überzogene Räuberrad in Berlin-Treptow aufbewahrt.
Nach einer umfassenden Sanierung im Auftrag der Berliner Kulturverwaltung mit einem Kostenaufwand von rund 25 000 Euro in der Werkstatt der Metallfirma Haber & Brandner in Berlin-Oberschöneweide wurde die Skulptur am 24. September 2018 wieder am angestammten Rosa-Luxemburg-Platz aufgestellt. Vor allem die Standsicherheit wurde verbessert, die Füße neu verschweißt.